# Iva Pekárková
Iva Pekárková (Praga, 2 de febrero de 1963) es una novelista y periodista checa.
Actualmente reside en Gran Bretaña.

## Biografía
Iva Pekárková emigró a los Estados Unidos en 1985, justo antes de completar su titulación en microbiología y virología por la Facultad de Ciencias de la Universidad Carolina de Praga. Allí desempeñó, entre otros oficios, el de trabajadora social, camarera y taxista. También pasó seis meses en Tailandia.
Posteriormente regresó a la República Checa, donde fijó su residencia entre 1997 y 2005. Desde entonces vive en Gran Bretaña.

## Obra
Iva Pekáková publicó su primer trabajo, Péra a perutě, en 1989. En él, narra la historia de una muchacha checa en la encrucijada de su vida, quien elige ser prostituta de autopista como desafío al régimen socialista y para alcanzar su anhelo en pos de una independencia personal.
Su segunda novela, El mundo es redondo (Kulatý svět, 1993), es una narración autobiográfica basada en las propias experiencias de la autora en el campo de refugiados de Traiskirchen (Austria), siendo sus personajes personas de etnias diversas que carecen de hogar.
Desde sus años de emigrante en Estados Unidos, Iva Pekáková ha ido perfilando su protagonista arquetípica: una joven inconformista que, por razones políticas, intenta escapar de las garras de su anterior vida provinciana, descubriendo un nuevo ideal en formar parte del impulso de las megalópolis de Norteamérica.
Pekárková establece su credo tanto por la protesta contra todo lo establecido como por su mirada ante la vida y los dramas cotidianos de los más humildes. Todo ello aparece reflejado en Dej mity prachy, obra de (1996).
En su posterior Můj I.Q. (1999), la autora relata la relación entre una mujer blanca y un hombre puertorriqueño; lo que comienza como un romance erótico deviene, debido a las profundas diferencias entre ambos, en una relación apenas breve y transitoria. Pese a que luchan contra ello, las marcadas diferencias entre ambos protagonistas les impiden superar el vacío que les separa.
Posteriores obras de Pekárková tratan sobre experiencias de la autora fuera de su país natal: Třicet dva chwanů (2000) está inspirada en su estancia en Tailandia, mientras que Do Indie kam jinam (2001), una de sus obras de mayor éxito, describe sus experiencias personales durante su segunda visita a la India. La franqueza de este último relato confiere a su testimonio un tono sumamente verídico.
Šest miliard Amerik, obra de 2005, relata diversas historias que transcurren en «la tierra prometida» (Estados Unidos) que pasan desapercibidas al turista corriente.
De muy distinta índole es Sloni v soumraku (2008), libro marcadamente erótico pero que también expone un análisis del mundo contemporáneo, en el cual el deseo sexual esconde la necesidad de amor y de contacto físico.
Publicada en 2013, Levhartice es una novela corta que cuenta la historia de una mujer de cuarenta años quien, decepcionada por el amor, decide marcharse a Inglaterra, cayendo en los brazos de hombres de distintas razas y naciones. Por otra parte, en la colección de relatos cortos Beton (2014), Pekárková examina distintas diferencias y relaciones culturales entre personas de ambos sexos.

## Obras

### Novela
- Péra a perutě (1989)
- El mundo es redondo (Kulatý svět) (1993)
- Dej mi ty prachy (1996)
- Gang zjizvených (1998)
- Můj život patří mně (1998)
- Můj I.Q. (1999)
- Třicet dva chwanů (2000) – novela inspirada en la estancia de la autora en Tailandia
- Do Indie kam jinam (2001) – novela inspirada en su estancia en la India
- Najdža hvězdy v srdci (2003)
- Šest miliard Amerik (2005)
- Láska v New Yorku (2006)
- Láska v Londýně (2008)
- Sloni v soumraku (2008)
- Jaxi taksikařím (2009)
- Málo černý Varlata (2010)
- Džungle, tygři, jinovatka (2011)
- Levhartice (2013)
- Beton (2014)